# 正阳街道 (呼伦贝尔市)
正阳街道，是中华人民共和国内蒙古自治区呼伦贝尔市海拉尔区下辖的一个乡镇级行政单位。

## 行政区划
正阳街道下辖以下地区：
天润社区、礼拜寺社区、开发区社区、仁德礼社区、陵园社区、兴华社区、木兰社区和西山社区。